# Caturité
Caturité är en kommun i Brasilien.   Den ligger i delstaten Paraíba, i den östra delen av landet, 1 600 km nordost om huvudstaden Brasília. Antalet invånare är 4 546.
Omgivningarna runt Caturité är huvudsakligen savann. Runt Caturité är det ganska tätbefolkat, med 90 invånare per kvadratkilometer.